# 그림자 도시
《그림자 도시》는 1989년 3월 5일에 MBC TV에서 방영되었던 베스트셀러극장이다.

## 줄거리
대학 졸업 후 취직을 못해 방황
여대생 행자는 무능한 아버지를 둔 시골출신으로 갖은 고생 끝에 대학을 졸업하게 된다.
그러나 막상 졸업장은 손에 쥐간 했지만 마땅한 일자리를 구하지 못해 전전긍긍하게 된다.
자신에게 경제적 도움을 베풀어주던 친구 우식마저도 무위도식하는 자신의 처지를 짐스럽게 여기자 행자는 더 깊은 수렁으로 빠져들게 된다.
그러던 행자는 어느날 새벽 길거리에서 도현의 차를 얻어타게 되는데...

## 출연
- 김동주
- 김명희
- 김복희
- 김순용
- 김용건
- 박광영
- 박익기
- 신충식
- 안명숙
- 이숙
- 이승현
- 정성모
- 정영란
- 정한헌
- 최성철
- 홍민우